# 問屋制家内工業
問屋制家内工業（といやせいかないこうぎょう）は、商人から原材料の前貸しを受けた小生産者が自宅で加工を行う工業形態のこと。それ以前の手工業と技術的な差はないものの、工程ごとの分業が可能になったことで生産性が向上した。一方で生産者による原材料の着服を防げないという欠点もあった。
問屋制度にもっとも適合的な形態として、特に繊維業において発展した。生産者の規模が大きくなればマニュファクチュアとよばれる工場制手工業へと発展する場合も見られたが、両者は問屋制度を前提とする点で差はなく、機械制大工業によってともに衰退するまでマニュファクチュアと家内工業は並行して存在した。また「プロト工業化」論においては、産業革命に先行する生産形態としてマニュファクチュア以上に重視されている（斎藤修『プロト工業化の時代』）
生産性や生産者の立場から、中世における自営・自立的手工業と近代的な工場制機械工業の過渡的形態とされる。